# 美幌温水溜池
美幌温水溜池（びほろおんすいためいけ）は、北海道網走郡美幌町にある貯水池である。農林水産省のため池百選に選定されている。

## 歴史
1970年（昭和45年）、網走支庁耕地部（現オホーツク総合振興局産業振興部整備課）により竣工された。現在は網走川土地改良区（水土里ネット網走川）で管理されている。
美幌地区の稲作に必要な農業用水は美幌川等から取水していたが、農繁期の水温は13℃と低温なため、太陽熱を利用し溜池にて16℃近くに温めて稲作の増産を図るために作られた。

## 保全運動
オホーツク総合振興局東部耕地出張所や地域の自然保護団体、高等学校が中心となり多数の活動を行っている。

## 交通
飛行機女満別空港から北海道北見バス美幌駅乗り換えタクシーまたは斜里バス利用
鉄道石北本線美幌駅からタクシー
車美幌国道と北海道道995号東藻琴豊富線の交差点より1km